# Apogonichthyoides brevicaudatus
Apogonichthyoides brevicaudatus és una espècie de peix pertanyent a la família dels apogònids.

## Descripció
- Pot arribar a fer 11 cm de llargària màxima.[5][6]

## Hàbitat
És un peix marí, bentopelàgic i de clima tropical.

## Distribució geogràfica
Es troba a Indonèsia, el mar d'Arafura i el nord-oest d'Austràlia.

## Observacions
És inofensiu per als humans i de costums nocturns.